# S4716
S4716 — зоря, що належить до скупчення Стрільця A* в центрі Чумацького Шляху. Вона обертається навколо надмасивної чорної діри Стрільця A* за 4 роки по еліптичній орбіті з піввіссю близько 400 а. о. та ексцентриситетом 0,75. Станом на липень 2022 року період обертання S4716 був найкоротшим серед відомих зір Чумацького Шляху.
У періастрі зоря наближається до Стрільця A* на відстань 100 а.о. (15 мільярдів кілометрів) та рухається зі швидкістю 8000 км/с (2,65% швидкості світла), тоді як в апоастрі віддаляється на 100 мільярдів кілометрів[джерело?] та сповільнюється до 1100 км/с. Зорю можна виявити за допомогою приладів NIRC2 (Keck), OSIRIS (Keck), SINFONI (VLT), NACO (VLT) і GRAVITY (VLTI).